# Astragalus boelckei
Astragalus boelckei är en ärtväxtart som beskrevs av Gomez-sosa. Astragalus boelckei ingår i släktet vedlar, och familjen ärtväxter. Inga underarter finns listade i Catalogue of Life.